# Philippe Bigot (boulanger)
Pour les articles homonymes, voir Philippe Bigot et Bigot.
Philippe Bigot est un boulanger français né le 17 septembre 1942 à Yvré-l’Évêque et mort le 17 septembre 2018 au Japon. Il est connu pour avoir popularisé le pain français au Japon.

## Biographie
Il émigre au Japon en 1965, et commence à travailler à Kobe au sein de la boulangerie Donq. Il fonde en 1972 sa propre entreprise, et y forme des japonais à la boulangerie. Son entreprise compte jusqu'à 15 magasins, et emploie 150 personnes. Chevalier de la légion d'honneur en 2003, il meurt le 17 septembre 2018. La plupart des grands média japonais comme la NHK, le Asahi shinbun ou le Yomiuri shinbun lui rendent alors hommage.

## Distinctions
- Chevalier de la Légion d'honneur (2003)